# Adolf Mützelburg
Adolf Mützelburg född 3 januari 1831 i Frankfurt, död 17 januari 1882 i Berlin, var en tysk författare.